# Nationalpark Vesuv
Der Nationalpark Vesuv (italienisch Parco Nazionale del Vesuvio) ist einer der insgesamt 24 Nationalparks in Italien. Das Kernstück des Parks bildet der Vulkan Vesuv am Golf von Neapel.